# Дайнінг
Дайнінг (нім. Deining) — громада в Німеччині, розташована в землі Баварія. Підпорядковується адміністративному округу Верхній Пфальц. Входить до складу району Ноймаркт.
Площа — 71,37 км2. Населення становить 5027 ос. (станом на 31 грудня 2020).